# Philematium calcaratum
Philematium calcaratum là một loài bọ cánh cứng trong họ Cerambycidae.